# Crimes de la Commune
Vous lisez un « bon article » labellisé en 2021.

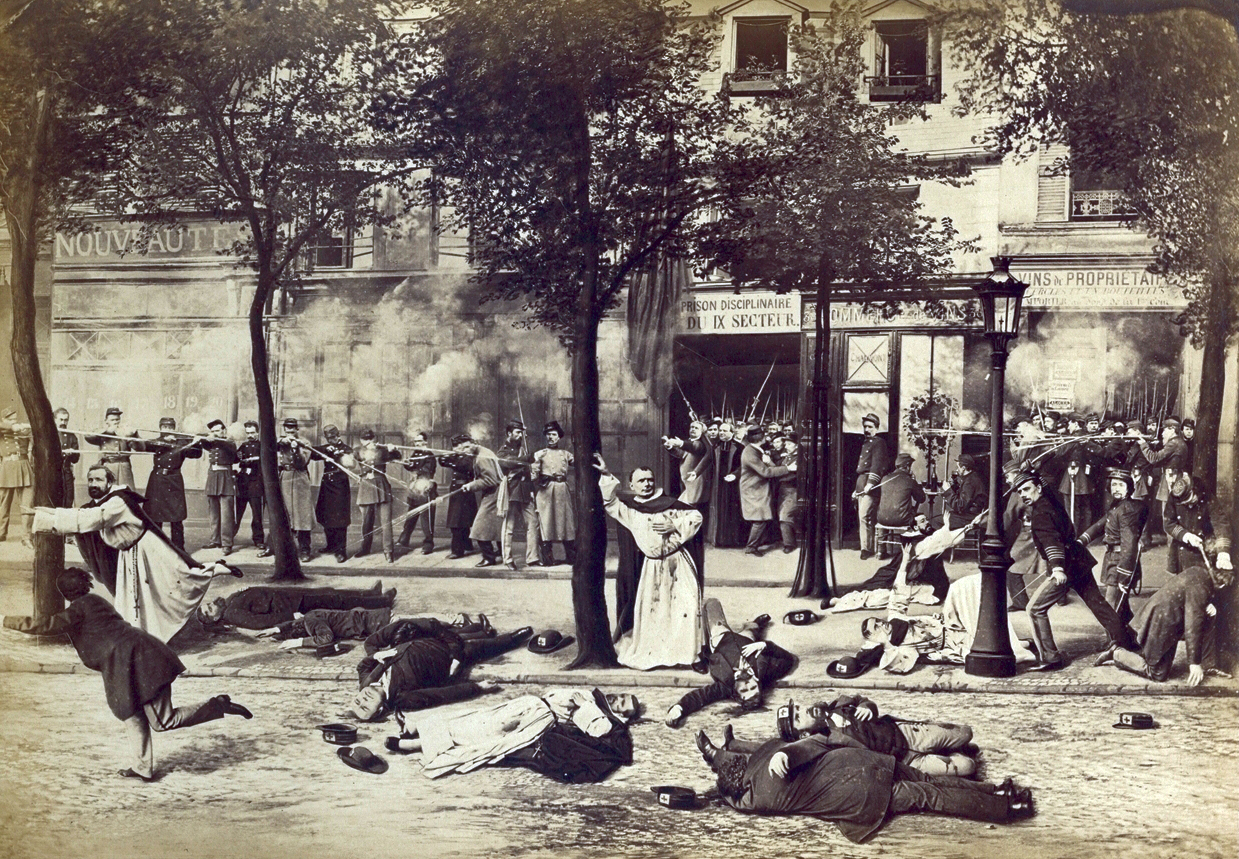
Massacre des dominicains d'Arcueil, photomontage (Metropolitan Museum of Art).

Les Crimes de la Commune sont une série de photomontages réalisés à des fins de propagande par le photographe français Ernest-Charles Appert à l'issue de la Commune de Paris, pour le compte de Thiers et du régime versaillais. Photographe parisien accrédité auprès du tribunal de la Seine, parfois cité comme l'ancêtre du bertillonnage, il photographie les communards incarcérés à Versailles et utilise ces portraits lors de photomontages. Cette pratique du photomontage engagé fait débat. En outre, ces photographies posent des enjeux en matière de pratique commerciale comme de droit d'auteur.

## Ernest-Charles et Eugène-Léon Appert
Eugène-Léon Appert (né le 30 mars 1830 à Châteauroux et mort le 4 mars 1905 à Médan) et Ernest-Charles Appert (né le 10 septembre 1831 à Châteauroux et mort le 15 janvier 1890 à Paris) sont les fils naturels de la domestique Anne Appert. Ils quittent Châteauroux à une date indéterminée pour venir travailler dans la photographie à Paris. Les deux frères partagent la même initiale et fusionnent alors sous la même identité commerciale, celle d'Eugène Ernest Appert. Ils font leur apprentissage au sein de l’atelier d’Émile Defonds, membre fondateur de la Société française de photographie, avec Alphonse Bousseton, un ancien peintre de miniatures. Eugène Appert apparaît dans l'annuaire du Commerce et de l'Industrie en 1854. Il est d'abord apprenti, puis associé de Bousseton en 1862. Il fonde en 1868, en pleine crise économique, son propre atelier au 24 rue Taitbout, dans ce qui est alors le quartier des studios de photographes.
Les frères Appert se spécialisent dans la photographie portraitiste de personnalités politiques, et Ernest-Charles pratique de façon précoce le photomontage (procès de Blois en juillet 1870, traitant de différents complots contre la vie de Napoléon III, dans lesquels sont impliqués Gustave Flourens et Eugène Protot). Ils participent aux expositions universelles de 1862 et 1867.
D'après Stéphanie Sotteau Soualle, un inventaire systématique des images d’Appert permet d'attester qu'Ernest-Charles est l’auteur de la série de photomontages, les Crimes de la Commune.

## Appert et la Commune de Paris

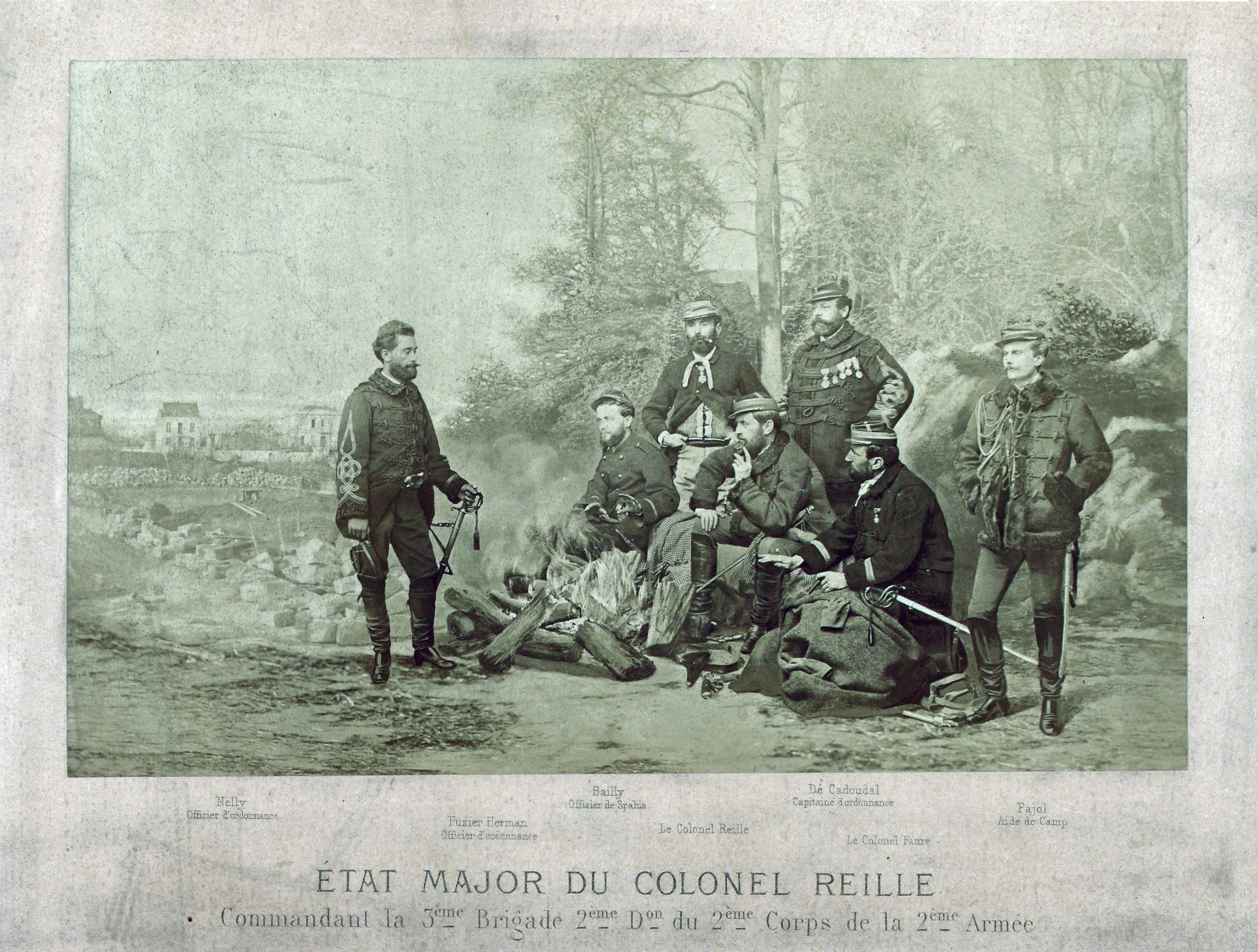
Siège de Paris, avant-poste de Bondy, 20 décembre 1870. Musée Carnavalet.

Durant le siège de Paris, pendant la guerre de 1870, Appert prend des clichés d'officiers français et prussiens, dans les forts des environs de Paris. L'un ou l'autre des frères travaille pour le ministère de la Justice comme expert auprès du tribunal de la Seine, en tant que photographe judiciaire, pouvant ainsi réaliser de nombreux clichés de prisonniers. Il semble prendre fait et cause, pendant la Commune de Paris, pour les « versaillais » contre les « communards ». Il effectue, pour le compte de Thiers et de son régime, un grand nombre de clichés de la répression versaillaise, à la fois sur le terrain opérationnel et dans les prisons de Versailles. 

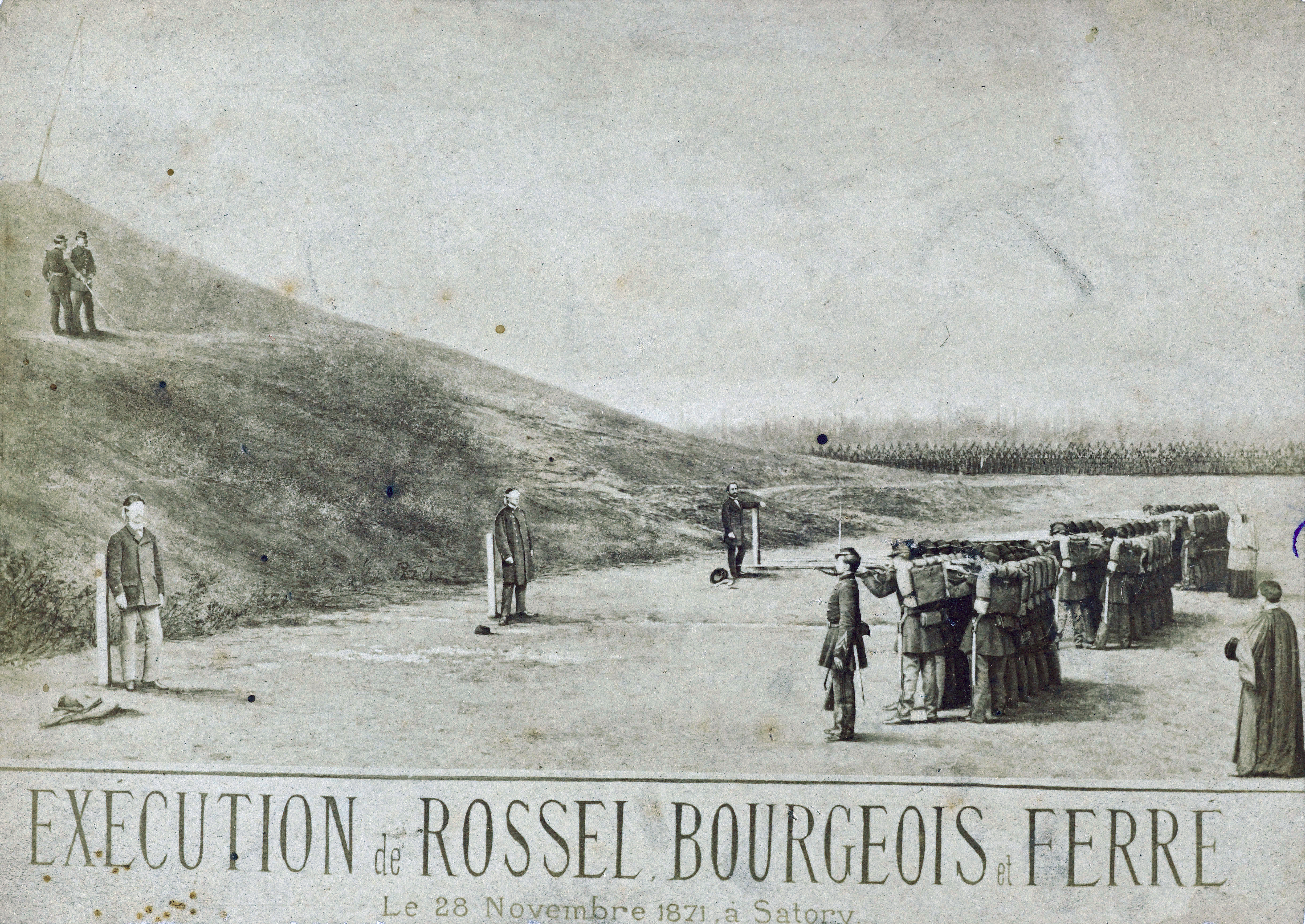
Exécution de Rossel, Bourgeois et Ferré, le 28 novembre 1871 à Satory. Tirage sur papier albuminé, Paris, Musée Carnavalet.

Début 1872, Appert publie l'album Les Crimes de la Commune.
Il réalise également un photomontage de l’exécution de Louis Rossel, Pierre Bourgeois et Théophile Ferré au camp de Satory par l'armée versaillaise.
Appert est aussi accusé de bonapartisme, car il diffuse, après la chute de Napoléon III, de nombreux photomontages de propagande représentant les événements majeurs du clan bonapartiste. Il est même condamné en 1874 en raison de sa célébration de la majorité du prince impérial,.
Cependant, si les photomontages des Crimes de la Commune ont justifié la politique répressive d'Adolphe Thiers, les photomontages du prince impérial servent la propagande bonapartiste, et Appert célèbre ultérieurement les succès électoraux des républicains.
Ainsi, si pour Jean-Claude Gautrand, Appert est « le plus versaillais des photographes », pour Stéphanie Sotteau Soualle ce photographe qui entretient des liens avec l’armée, la papauté — il réalise une série de portraits du pape Léon XIII élu en 1878 — la classe politique et la presse, semble surtout « un photographe commercial qui a su traverser le Second Empire, la guerre franco-prussienne, le gouvernement de la Défense Nationale, la guerre civile et les aléas de la Troisième République et préserver l’activité de son atelier. […] Avant d’être un partisan « versaillais », bonapartiste ou républicain, c’est avant tout un professionnel opportuniste qui s’est créé un réseau de relations et qui réagit avec efficacité aux événements. », et qui fait preuve d'un « esprit d'adaptation aux circonstances politiques ».

## Appert aux origines de l'identité judiciaire

### Portraits des communards incarcérés
Appert bénéficie de liens privilégiés avec la préfecture de police. Chargé par l'autorité judiciaire de photographier la rue Haxo, où s'est déroulée lors de la semaine sanglante une exécution d'otages dans une grande confusion, il obtient également l'autorisation de photographier les détenus des prisons de Versailles, notamment Louise Michel et Charles Lullier,. Ses portraits sont, selon Jeannene Przyblyski, « des images poignantes », montrant les détenus oscillant entre la défiance et la recherche de respectabilité. Éric Fournier mentionne que « certains posent avec une fierté quelque peu résignée, sans doute en un ultime défi ».

Portraits de communards
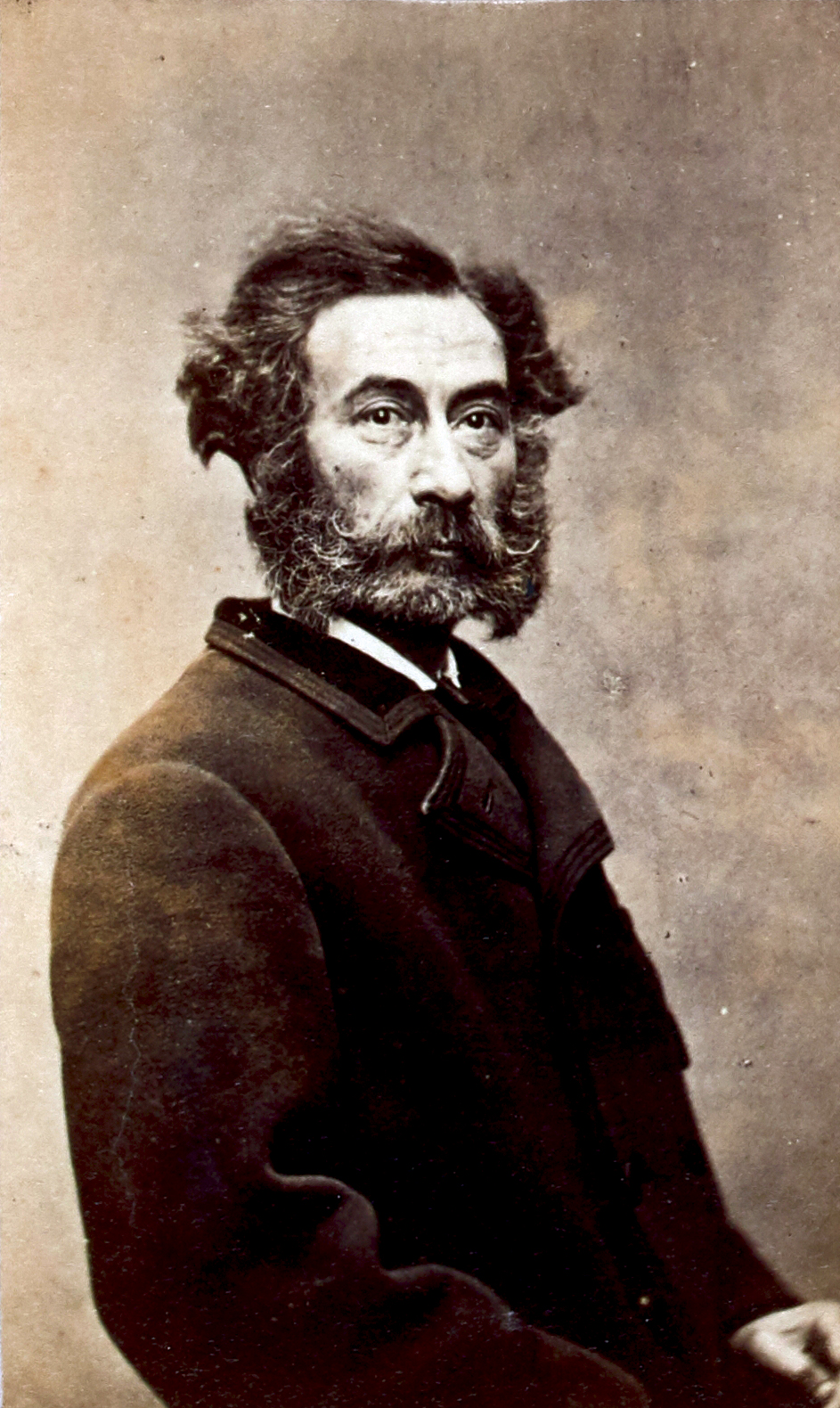
Charles Simon Mayer, major commandant de la place Vendôme[17].
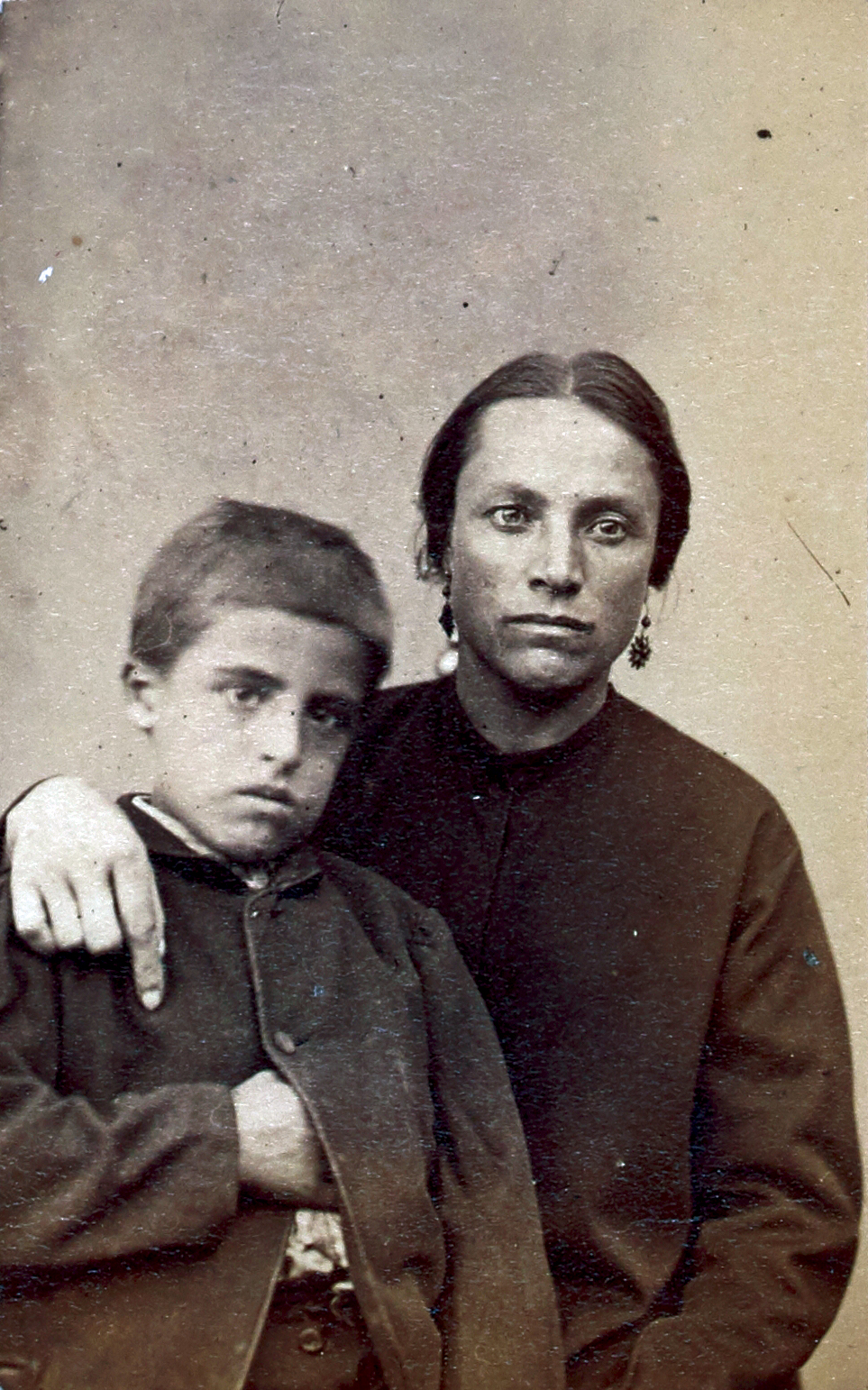
Portrait d'Euphanie Damiens avec son fils, pris à la prison de Versailles.
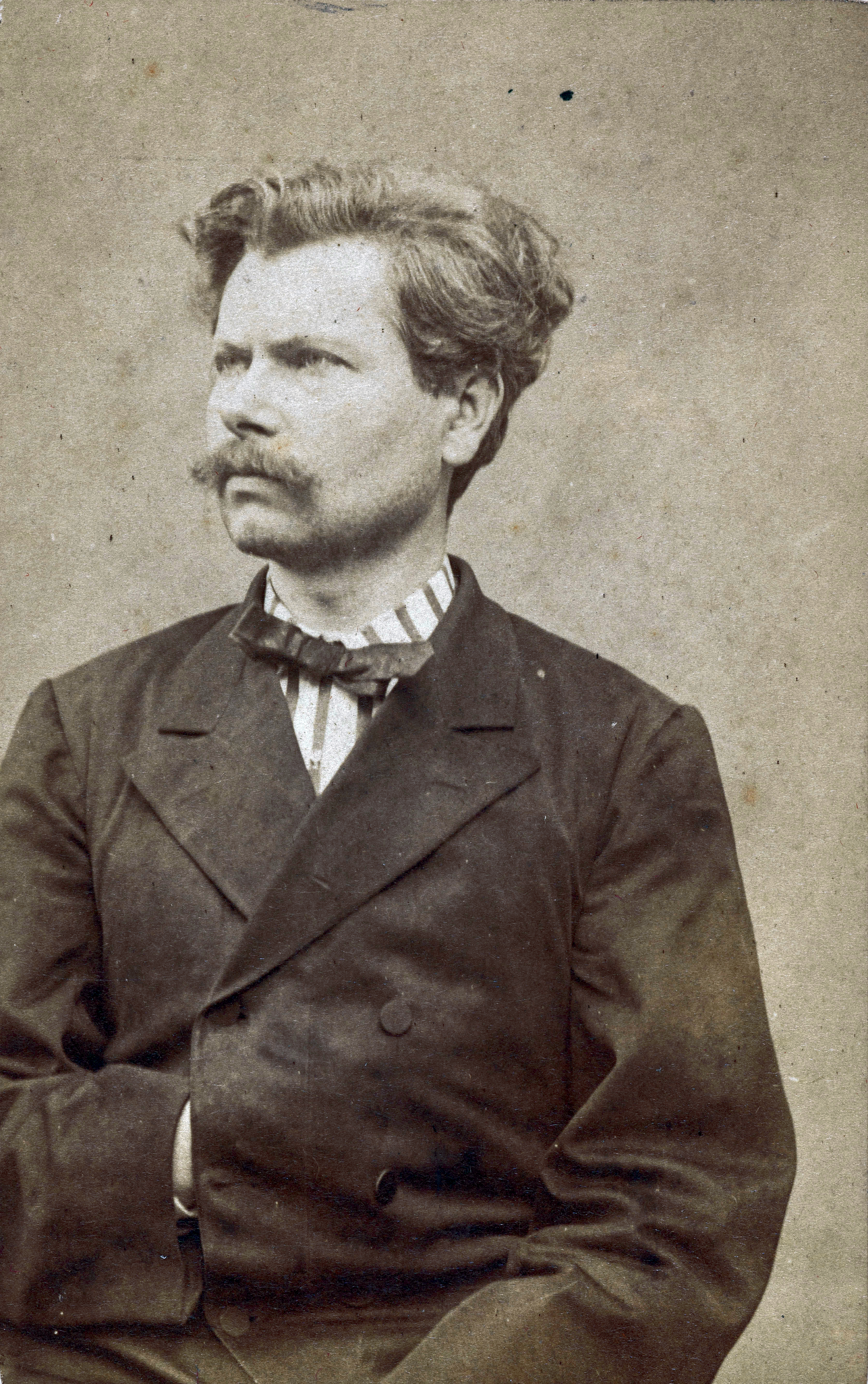
Portrait de Charles Ernest Lullier, communard[18].
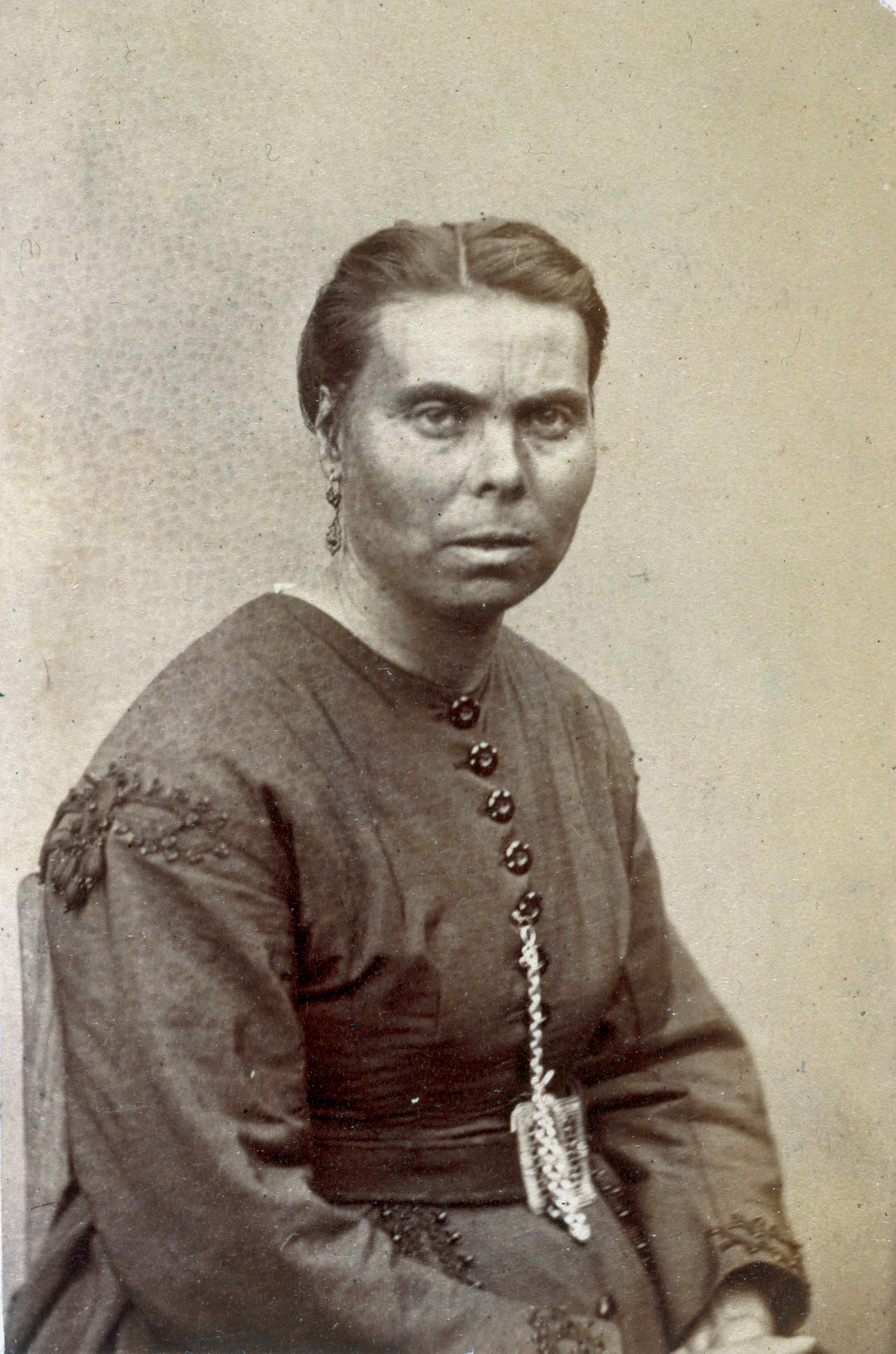
Portrait de Louise Tautin à la prison de Versailles[19].

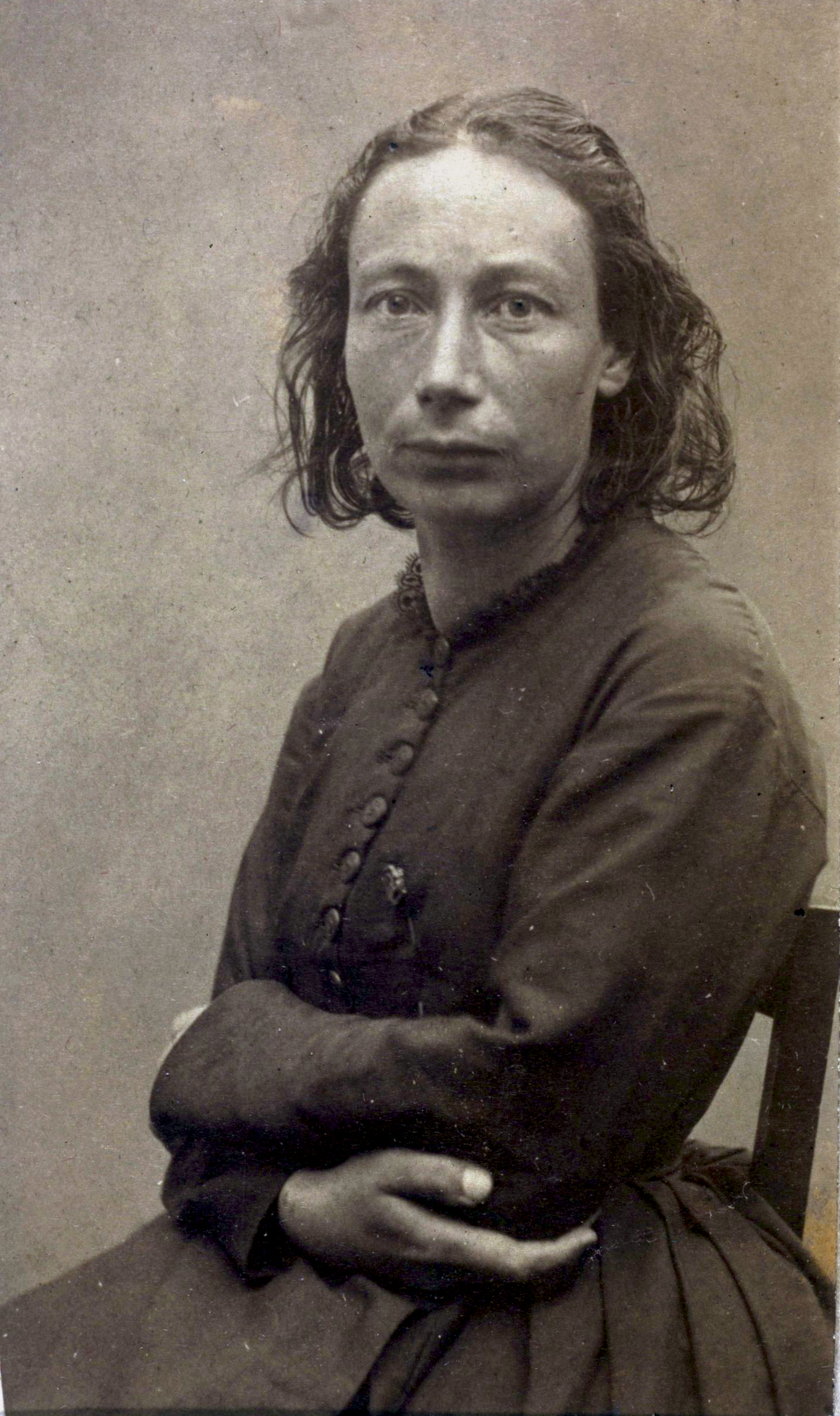
Portrait de Louise Michel pris à la prison des Chantiers de Versailles. Le carton porte l'inscription Louise Michel, chef des incendiaires, musée Carnavalet.

On considère fréquemment, dès le XIXe siècle, que « les pouvoirs publics versaillais ont aussi utilisé la photographie pour des opérations de contrôle et d’identification des communards », voire avec Gisèle Freund que si les communards se laissaient volontiers photographier devant les barricades, « ceux qui furent reconnus d'après ces images par les policiers de Thiers, furent presque tous fusillés. Ce fut la première fois dans l'histoire que la photographie servit d'indicateur de police ». Depuis le Second Empire, la photographie se légitime comme une auxiliaire de l'ordre public.
De fait, le « Missel des communards » marque un tournant dans l'usage policier de la photographie. Selon Pierre Piazza, c'est la préfecture de police qui sollicite Appert pour réaliser les portraits des communards incarcérés à Versailles. Pour Éric Heilmann, « la première entreprise de fichage systématique est conduite en 1871 par la justice militaire qui tente de confondre les militants de la Commune ». La pratique s'étend progressivement : les portraits, souvent de qualité médiocre, nourrissent peu à peu les dossiers des condamnés et les fiches de renseignement. Selon Christine Lapostolle, il s'agit, en référence à Alphonse Bertillon, de « bertillonnage avant la lettre ».
Pour Christian Phéline, les portraits de communards réalisés par Appert annoncent effectivement la photographie judiciaire développée par Alphonse Bertillon. En organisant une vaste campagne de prise de vue dans les prisons versaillaises, il aurait répondu à une commande de l’État destinée à recenser les « communards » et à permettre ainsi leur traque. Appert inaugure « un mode de figuration défini par sa fonctionnalité propre : les détenus sont identiquement représentés assis, devant le fond clair d’un mur ». D'une façon générale, l’histoire de la photographie suppose qu’Appert a mis au point ce genre « judiciaire » en photographiant les détenus des prisons versaillaises en 1871,. En 1874, dans un « climat de réaction sociale » après l’écrasement de l’insurrection, un service photographique est créé à la préfecture de police de Paris.

### Premiers photomontages

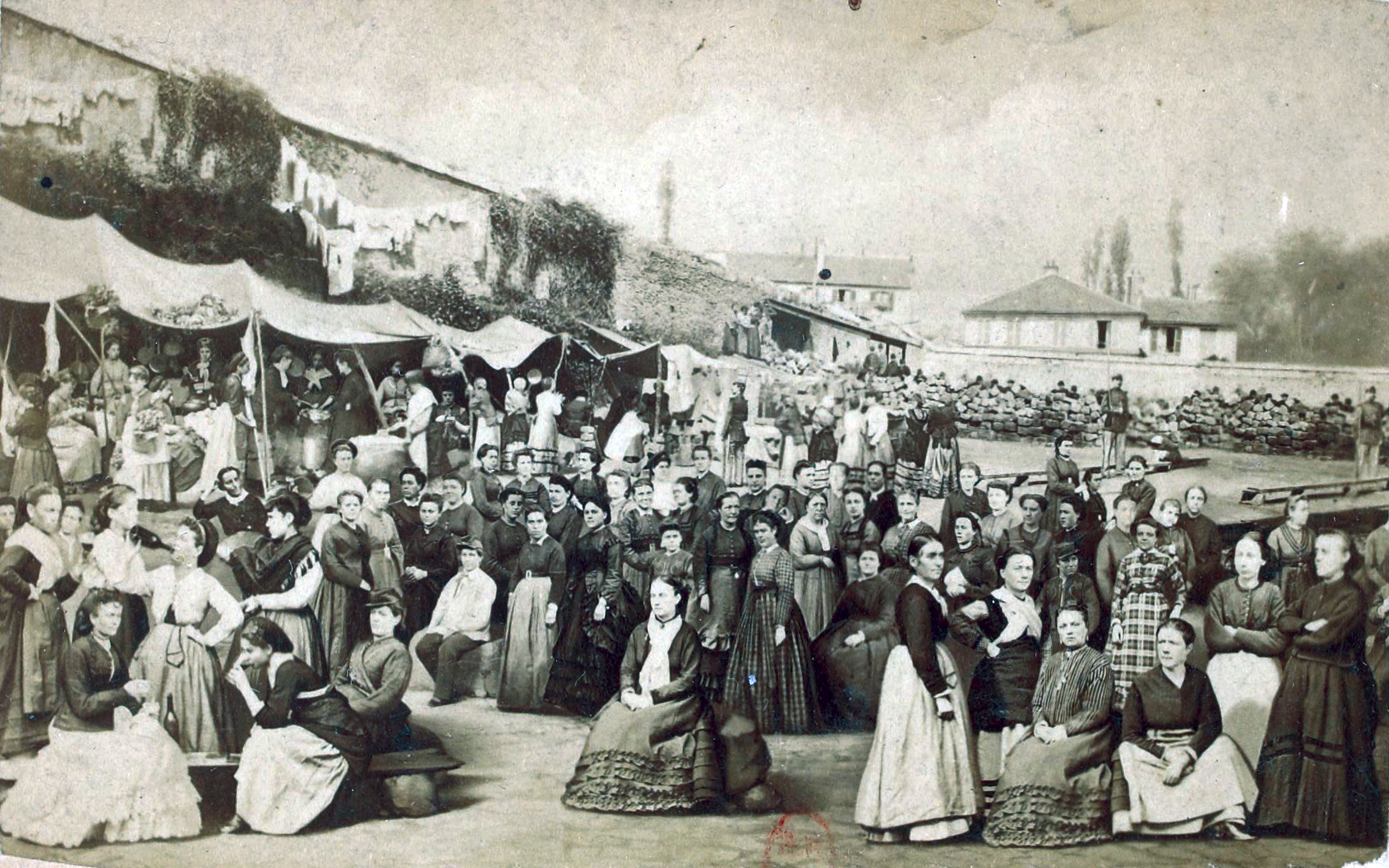
Des femmes de la Commune, photomontage représentant les femmes incarcérées à la prison des Chantiers de Versailles, musée Carnavalet.

Appert exploite ensuite commercialement les portraits de prisonniers dans ses photomontages, où il met en scène les protagonistes. Les femmes photographiées individuellement dans la cour de la prison des Chantiers se retrouvent ainsi dans le photomontage Des femmes de la Commune. Pour Christine Lapostolle, il est difficile de savoir si Appert invente ou reprend une pratique déjà utilisée sous Napoléon III, voire dans d'autres pays, pratique qui restait jusqu'alors appliquée à la seule photographie artistique.
Pour Emmanuèle Peyret, « Eugène Appert a utilisé les bustes et têtes des photos durant leur incarcération, puis a coupé, collé, recollé. Bien traitées, malgré leurs vices (l’une d’elles boit au goulot, alors que sur la photo d’origine elle tient un cigare), leur insolence et leur vulgarité (main sur la hanche, attitude provocante). Le résultat du trucage est plus vrai que nature si l’on ose dire, bien que quelques détails trahissent la supercherie : au premier rang, deux fois la même robe, au fond, deux fois le même plan de soldats, et l’une des femmes a gardé sa casquette militaire. De la propagande fort bien menée pour continuer de nuire à l’image de ces femmes de courage »
Appert avait déjà adopté ce style de portrait dès 1869 : le portrait de Garnier-Pagès, enregistré au dépôt légal le 27 juillet 1869, sera utilisé après la Commune, en 1881 dans le photomontage représentant les députés de la Seine. La technique du photomontage est issue de la tradition anglo-saxonne : Appert combine des fragments de portraits avec des corps de comédiens qu’il fait poser dans des décors naturels. Le dessin n’est visible que sous forme de retouches pour lier l’ensemble. Ainsi, il réunit artificiellement les députés, les ministres ou bien les protagonistes d’une affaire judiciaire telles les affaires Troppmann en 1869 ou Victor Noir en 1870. Cette pratique le situe dans la double tradition du portrait de groupe fictif de la gravure d'une part, et de la peinture d’histoire d'autre part. Elle lui permet de s'affranchir des règles du portrait d’atelier, issues du Second Empire et théorisées par Disdéri dans son traité sur l’Art de la photographie.

## Crimes de la Commune

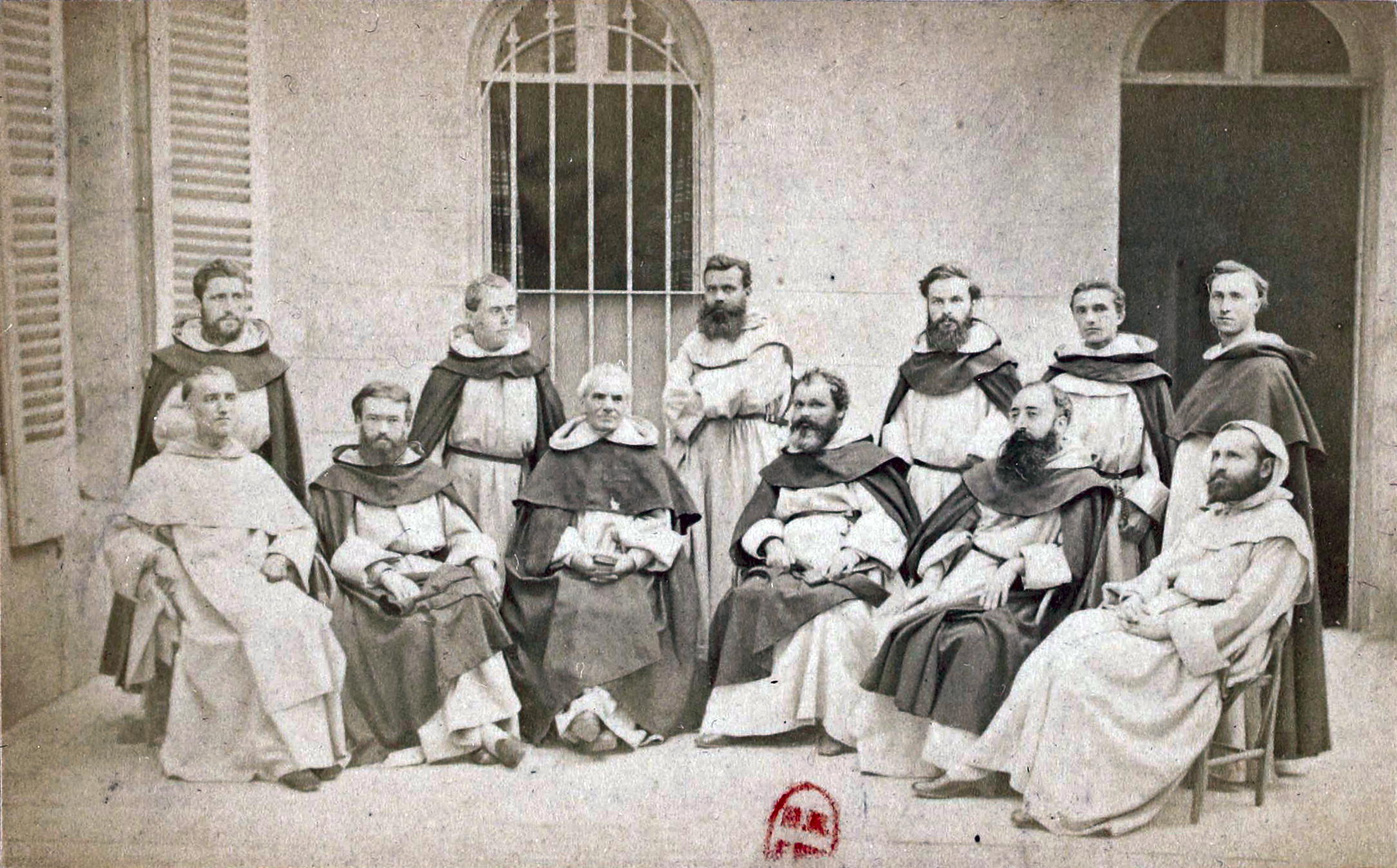
Dominicains d’Arcueil réchappés du massacre.

La série des Crimes de la Commune, dont les tirages sur papier albuminé sont conservés au musée Carnavalet, présente sept photomontages et une photographie — Dominicains d'Arcueil échappés au massacre — déposés sur une durée d'une année, à partir du 29 juillet 1871. Trois autres photomontages postérieurs donnent à voir le châtiment des insurgés, de l'internement — Prison des Chantiers, Versailles — à l'épilogue du 28 novembre 1871 — Exécution de Rossel, Bourgeois, Ferré dans la plaine de Satory — en passant par le jugement, Troisième conseil de guerre de Versailles.
Les photomontages, vendus en trois formats différents, de la grande planche à la carte de visite, rencontrent un certain succès jusqu'à la date de leur interdiction à l'automne 1872.

### Sources et inspiration

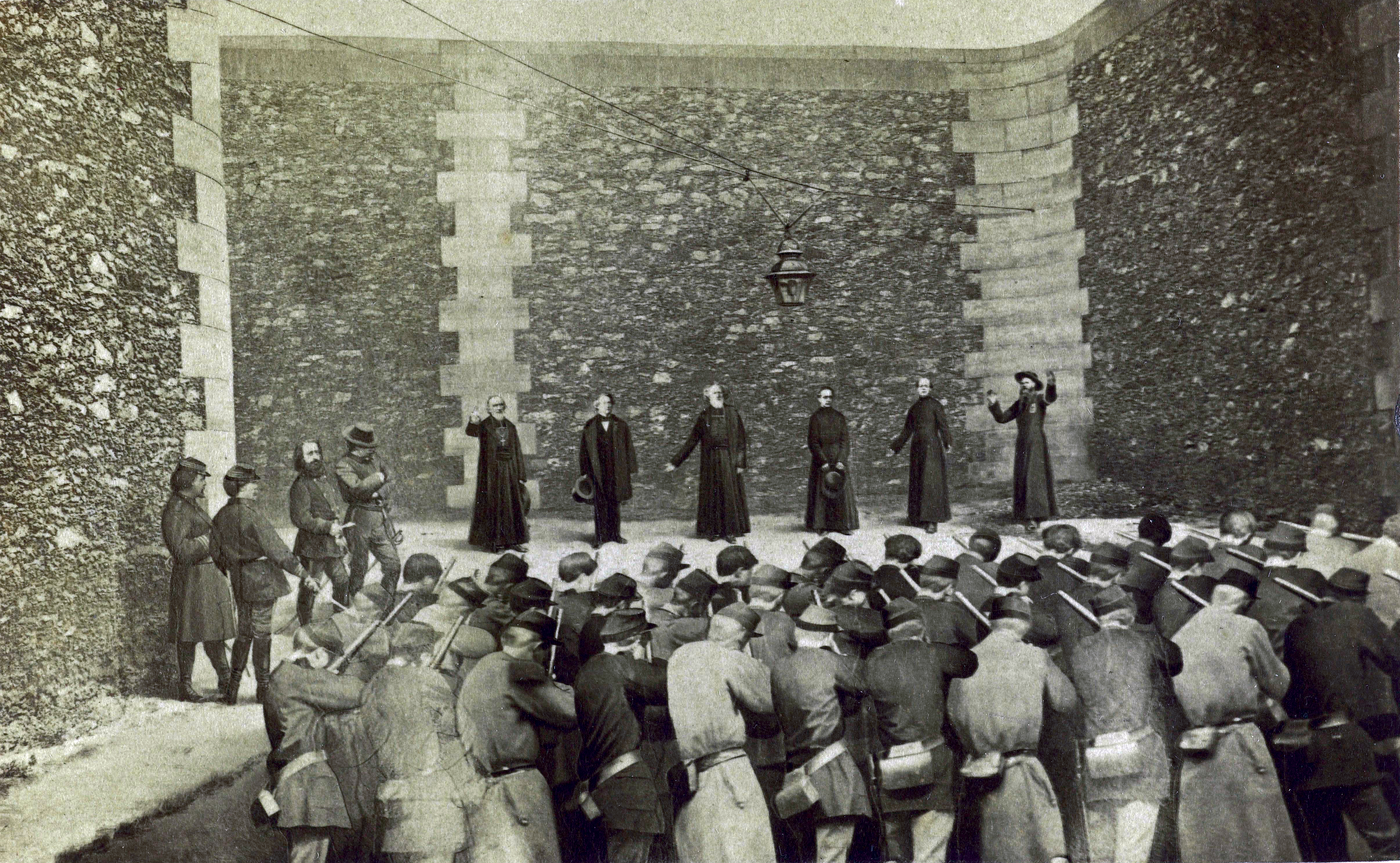
Assassinat des otages de la Commune à la prison de la Roquette, photomontage, tirage sur papier albuminé, musée Carnavalet.

Les sources d'inspiration de ce travail sont diverses. Le thème de l'exécution évoque, notamment pour L'Exécution des otages, prison de la Roquette celle de l'empereur du Mexique Maximilien, en 1867, qui avait donné lieu à une abondante production photographique. Appert privilégie le terme d'« assassinat », et met en scène un groupe d'exécutants, des masses, face à l'individu qui occupe le rang de héros ou de martyr. Pour le Massacre des Dominicains d'Arcueil, Appert puise donc dans les codes de l'iconographie religieuse, alors toujours très populaire en raison de la profusion d'images d'Épinal. Le personnage central du photomontage est ainsi nettement inspiré par le martyre de Sébastien. Appert s'inspire surtout de gravures publiées dans la presse, notamment pour ses deux premiers photomontages, qui reprennent la composition de gravures de L'Illustration. Enfin, le photographe recueille les témoignages d'anciens otages, qu'il s'efforce de traduire fidèlement dans le choix de détails, comme la robe de chambre de Gustave Chaudey, ou la longue barbe de Georges Darboy, qu'il ajoute en dessinant sur un portrait plus ancien de l'archevêque. Appert reprend également un certain nombre de critiques dirigées contre les insurgés, telles qu'il a pu les lire dans la presse. La description par Maxime Du Camp des communards, « brutes obtuses ne comprenant rien, sinon qu'ils ont bonne paye, beaucoup de vin et trop d'eau-de-vie » se retrouve dans l'image des gardes nationaux attablés en terrasse, indifférents à l'exécution dont ils sont pourtant les spectateurs ; ou bien dans l'image de la détenue de la prison des Chantiers qui boit directement au goulot. L'imagerie anti-communarde propose de façon récurrente ces stéréotypes de la parisienne « obscène, hideuse, féroce », ces « cantinières, pétroleuses, ambulancières » qu'Appert met en scène dans L'Assassinat de 62 otages rue Haxo, une femme apparaissant même commander le tir, juchée sur un cheval.

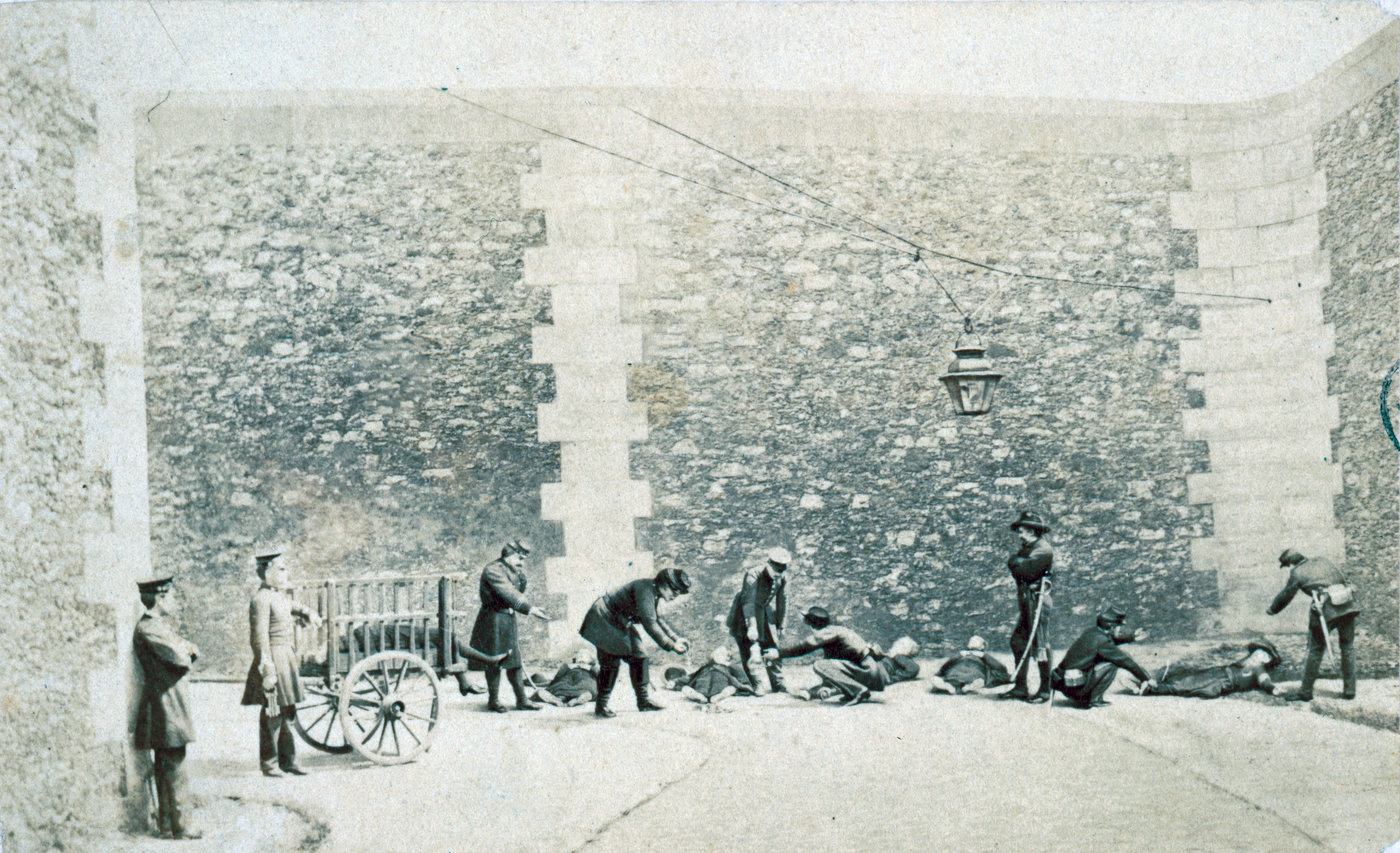
Enlèvement des corps de l'archevêque de Paris, Mgr Darboy, et des clercs exécutés par la Commune le 24 mai 1871, musée Carnavalet.

Georges Darboy, archevêque de Paris, figure dans trois photomontages d'Appert. Il a été arrêté par la Commune le 4 avril 1871, la veille du vote du décret des otages. Le 12 avril, otage de la Commune, il écrit à Thiers pour « protester contre les exécutions sommaires commises par les Versaillais », et pour proposer son échange contre Auguste Blanqui, prisonnier à Morlaix. Le 14 mai, la Commune propose d'échanger l'ensemble de ses otages — ils sont environ 70 otages — contre le seul Blanqui, mais Thiers refuse. Selon l'historien Pierre Milza, « voilà qui allait permettre à Versailles de se créer des martyrs ». Darboy est exécuté pendant la Semaine sanglante, le 24 mai, à la prison de la Roquette. Avec lui périssent également le président Bonjean, l'abbé Deguerry, curé de la Madeleine, et l'abbé Surat, archidiacre de Notre-Dame.
La série donne lieu à une série d'analyses divergentes, et l'historien d'art Francis Haskell souligne à leur propos que « bien que la photographie soit intrinsèquement non moins ambiguë que les autres catégories d'images, il est douteux que même aujourd'hui ces limitations aient été généralement reconnues, qu'il s'agisse de notre propre époque ou, à plus forte raison, de celles qui l'ont précédée ».

### Du photomontage comme manipulation

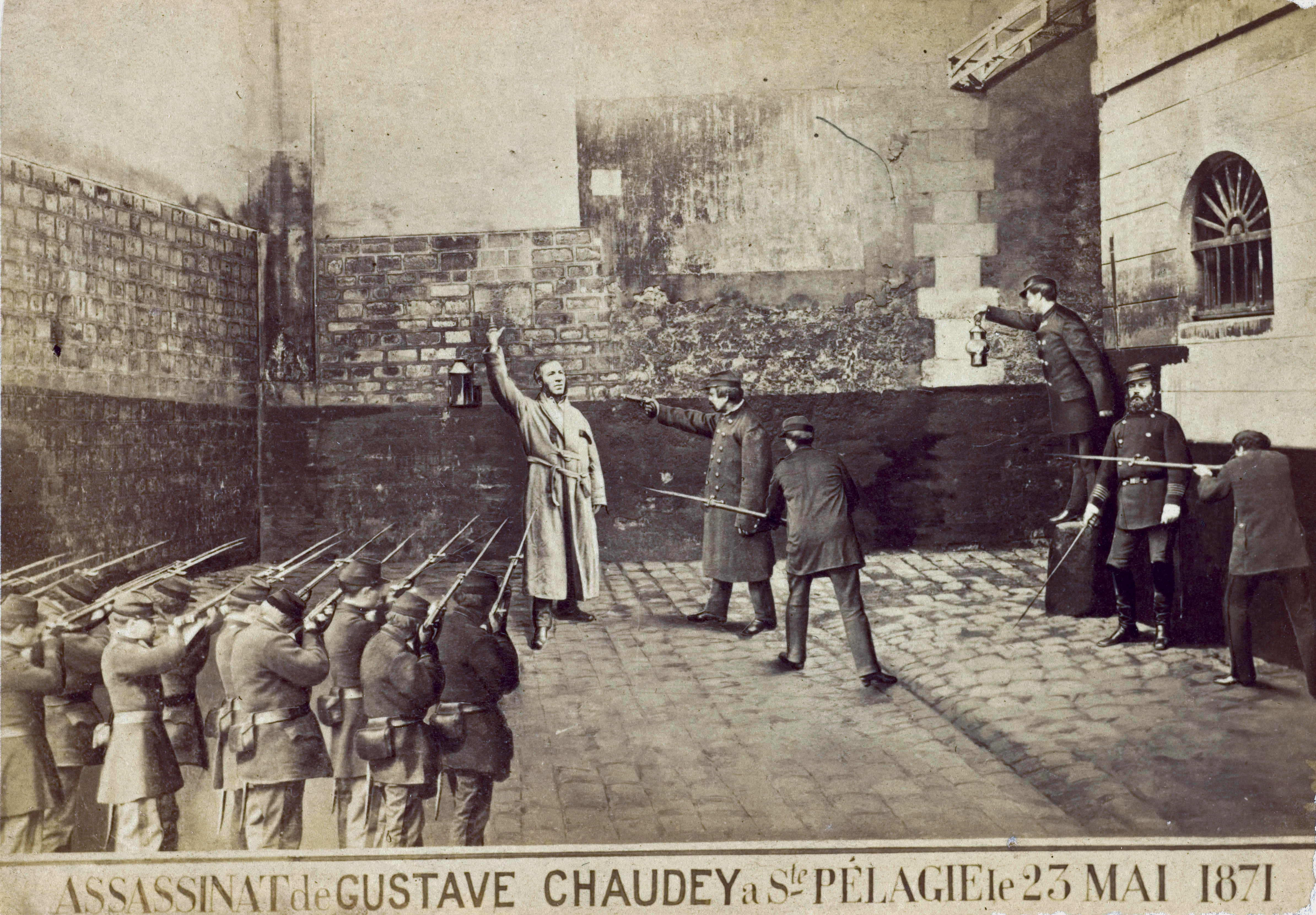
Assassinat de Gustave Chaudey à la prison de Sainte-Pélagie, photomontage, tirage sur papier albuminé, musée Carnavalet.

La pratique du photomontage pose un certain nombre de questions. La technique d'Appert n’a pas d’équivalent en France à cette époque, et son souci du détail comme la qualité de la réalisation semblent d'abord témoigner d'une manipulation,.
Le photomontage pose d'abord des problèmes de crédibilité : dans la scène des Dominicains d'Arcueil, le photographe est censé se tenir sous le feu même des communards ; la taille de plusieurs personnages semble fréquemment irréaliste. Les résultats d'Appert sont très variables, sa perspective est faussée pour Assassinat de Gustave Chaudey, et il est difficile de remarquer tout au long de la série une progression technique, Appert semblant au fil du temps « davantage soucieux de dramatisation que de véracité ». Le photomontage le plus vraisemblable, en termes de forme, reste celui d'Assassinat des généraux Thomas et Lecomte.
Pour Daniel Salles, commissaire d'exposition à la Bibliothèque nationale de France, la série des Crimes de la Commune « falsifie la réalité » et relève d'une manipulation. Pour Girardin et Pirker, la démarche d'Appert demeure ambiguë, notamment parce qu'il emploie aussi des comédiens ou figurants auxquels il demande de prendre une pose étudiée — l'attitude propre au martyre de Saint Sébastien est bien reconnaissable — afin de les ajouter dans sa composition. Pour l'historien des médias Laurent Bihl également, « la série […] utilise le photomontage pour produire une image falsifiée et faire comme s'il s'agissait d'une vraie photographie témoignant des crimes" des communards ».

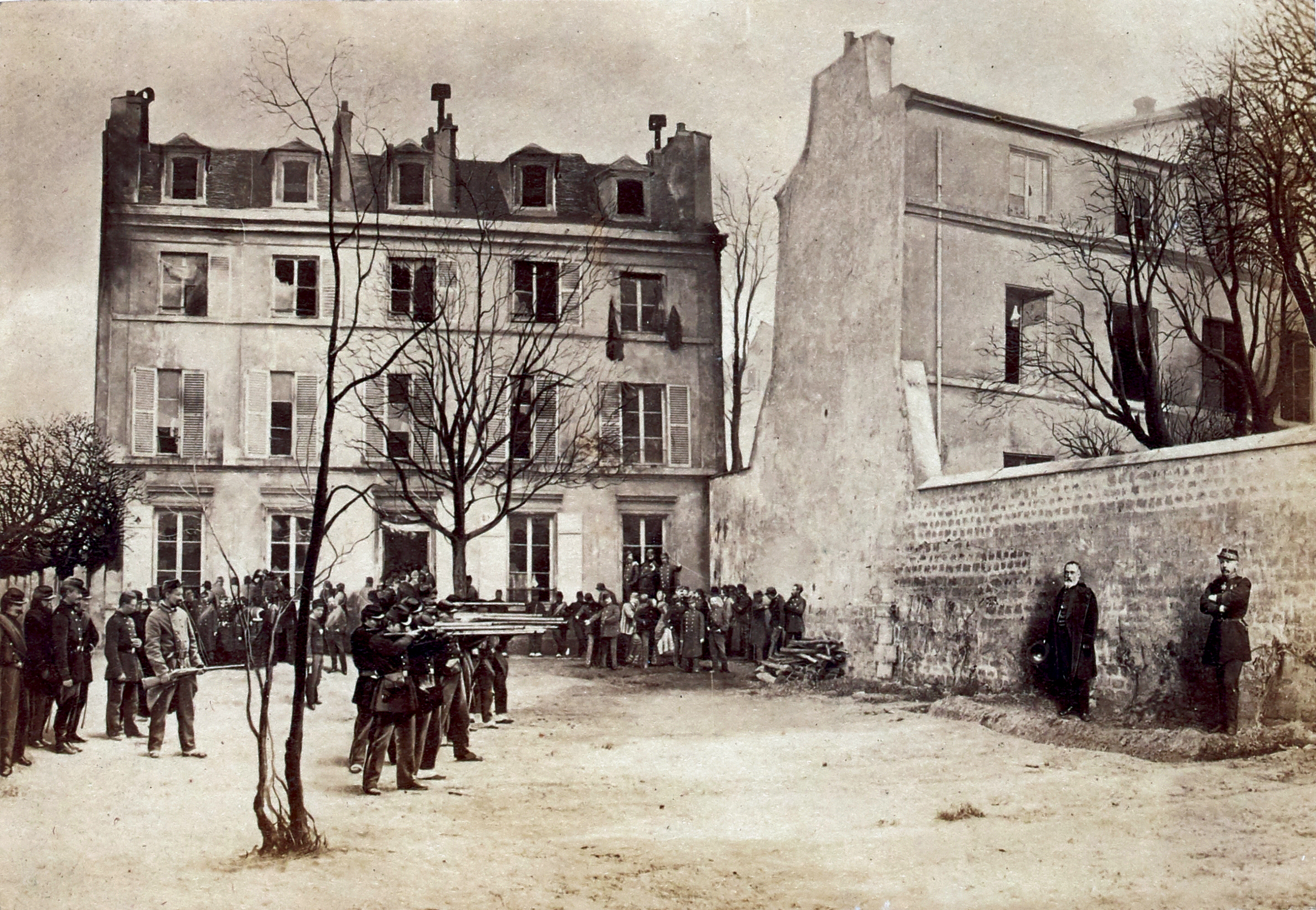
Assassinat des généraux Clément-Thomas et Claude Lecomte, photomontage, tirage sur papier albuminé, musée Carnavalet.

De plus, l'image n'est pas isolée : elle s'inscrit au contraire dans une narration, une mise en scène qui met en valeur les étapes ou les scènes successives d'un même événement, s'inspirant en cela de la peinture d'histoire. Appert « hésite ainsi entre le statut de l'objectivité liée au médium et celui de la narration subjective permise par les reconstitutions et le photomontage ».
Le photomontage vise dès l'origine à incriminer les communards, comme l'indique le titre de la série photographique. Dans un style très différent du Sabbat rouge de Jules Raudnitz, il s'agit cependant toujours d'assimiler la Commune de Paris à une fièvre mauvaise, ou à une crise de démence nécessitant une saignée appliquée avec rigueur. En quittant le ton du pamphlet, Appert revendique l'objectivité et l'exactitude, tout à fait ostentatoire notamment dans le titre de ses épreuves. Cette prétention à l'objectivité ne change cependant pas la nature de la série, qui reste « un récit partisan, de propagande, dont la figure centrale est celle de l'exécution, inlassablement déclinée ».
Pour Jeannene Przyblyski, les photomontages des Crimes de la Commune « sont l'ersatz de peinture d'histoire digne du mépris d'un Baudelaire, […] d'extravagants découpages et collages combinant les visages des prisonniers et les corps d'acteurs engagés rue Haxo. […] La transposition par Appert de l'image de Rossel vivant (prise en septembre) en celle de sa mort (en novembre) est assez dérangeante ».

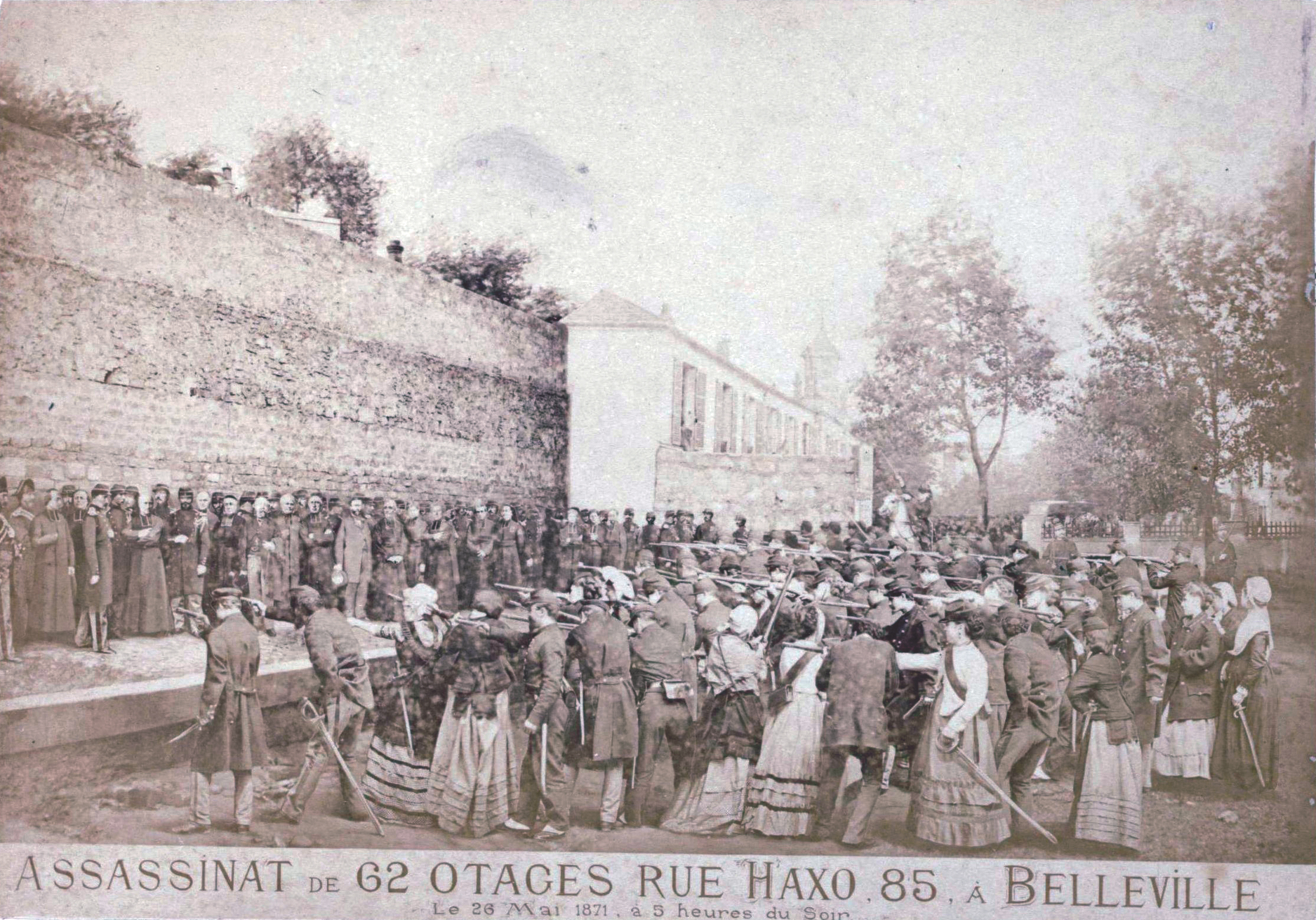
Assassinat de 62 otages, rue Haxo 85 à Belleville. Le 26 mai 1871 à 5 heures du soir.

Ces photomontages prennent enfin des libertés importantes avec les faits historiques. L'exécution des otages à la prison de la Roquette a bien été ordonnée par Théophile Ferré, le 24 mai 1871, mais celui-ci n'est pas présent lors de la scène, comme l'image d'Appert le laisse croire. La scène passe sous silence la confusion de l'instant, et la volonté de communards d'empêcher l'exécution. Les otages de la rue Haxo n'ont pas été exécutés en une seule fois, comme le montre le photomontage, mais en petits groupes, dans une très grande confusion. De façon plus significative, les généraux Thomas et Lecomte ont été fusillés l'un après l'autre, de façon sommaire et par la foule en colère : le photomontage d'Appert, qui s'inspirait lui-même d'une gravure de L'Illustration, donne l'impression d'une exécution conjointe par un peloton organisé, comme s'il s'agissait d'appliquer une décision de la Commune de Paris.
La série parvient à discréditer la Commune de Paris dans la longue durée, puisque lors du centenaire de la Commune de Paris, l'Allemagne de l'Ouest notamment réédite les images des Crimes de la Commune sans préciser leur statut de photomontage. En 1972 en France, certaines éditions continuent à présenter « les trucages d'Appert comme d'authentiques documents », et en 2016 encore, le quotidien Ouest-France réutilise l'image de la fusillade de la prison de la Roquette sans indiquer ces mêmes renseignements.

### Du photomontage comme recherche d'authenticité

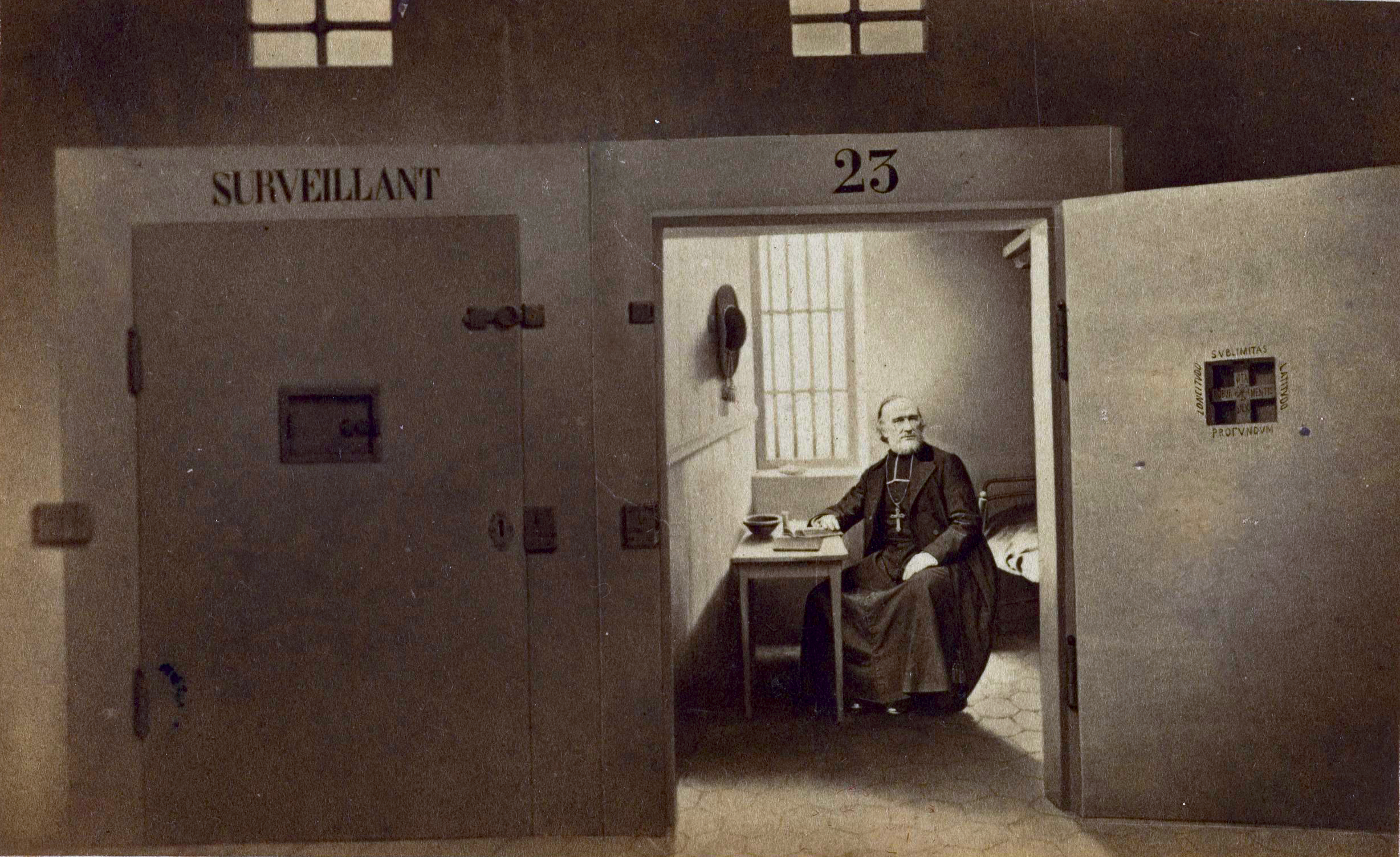
Georges Darboy dans sa cellule de la prison de la Roquette, photomontage, tirage sur papier albuminé, musée Carnavalet.

Pour Girardin et Pirker, la reconstitution par photomontage du Massacre des Dominicains d'Arcueil témoigne cependant d'une recherche d'authenticité : le photographe précise en légende la date et l'heure de l'événement que le photomontage est censé révéler. Lorsque Appert ajoute à l'image les portraits de véritables communards photographiés dans les prisons de Versailles, il cherche toujours à « faire vrai ». L'image photographique n'est alors pas reproductible mécaniquement dans la presse ; elle sert plutôt de modèle pour des lithographies qui acquièrent une forme supplémentaire d'authenticité.
Pour Christine Lapostolle, « avant d'interpréter, par exemple, les photomontages versaillais des Crimes de la Commune comme une falsification scandaleuse, il convient de s'interroger sur la perception que l'on a de la photographie en 1871, de chercher dans quelle mesure cette "tromperie" du spectateur ne relève pas plutôt d'un souci d'être encore plus conforme à la réalité que la technique de l'époque ne le permettait ».
Le statut de l'image photographique, aux yeux des contemporains, relèverait ainsi du « plus que vrai ». Le photomontage serait alors une réponse technique à l'impossibilité, pour la photographie — les temps de pose pour le collodion humide dépassent les deux minutes et interdisent tout mouvement du sujet — de révéler l'instantanéité. De la même façon, Bertrand Tillier indique que « ces représentations ne furent pas conçues comme des trucages destinés à abuser la crédulité du public », puisque le photographe ne cherche pas à dissimuler l'origine composite de son travail.
La série des Crimes de la Commune témoigne d'une utilisation particulière du médium par les versaillais : au lieu de se mettre eux-mêmes en scène, ils recherchent, notamment par les photomontages, à contrôler pour leur époque et pour la postérité l'image de la Commune de Paris. Dans cette optique, les personnages sont de petite taille, ils ne sont plus facilement identifiables — on est loin du portrait de groupe communard, collection d'individus, comme sur la série de Bruno Braquehais intitulée La Chute de la colonne Vendôme — et se réduisent à une masse informe. L'essentiel est de témoigner du crime, de le prouver. Or on croit, dans l'entourage d'Appert, à la valeur scientifique et irrécusable de la photographie.

## Droit d'auteur

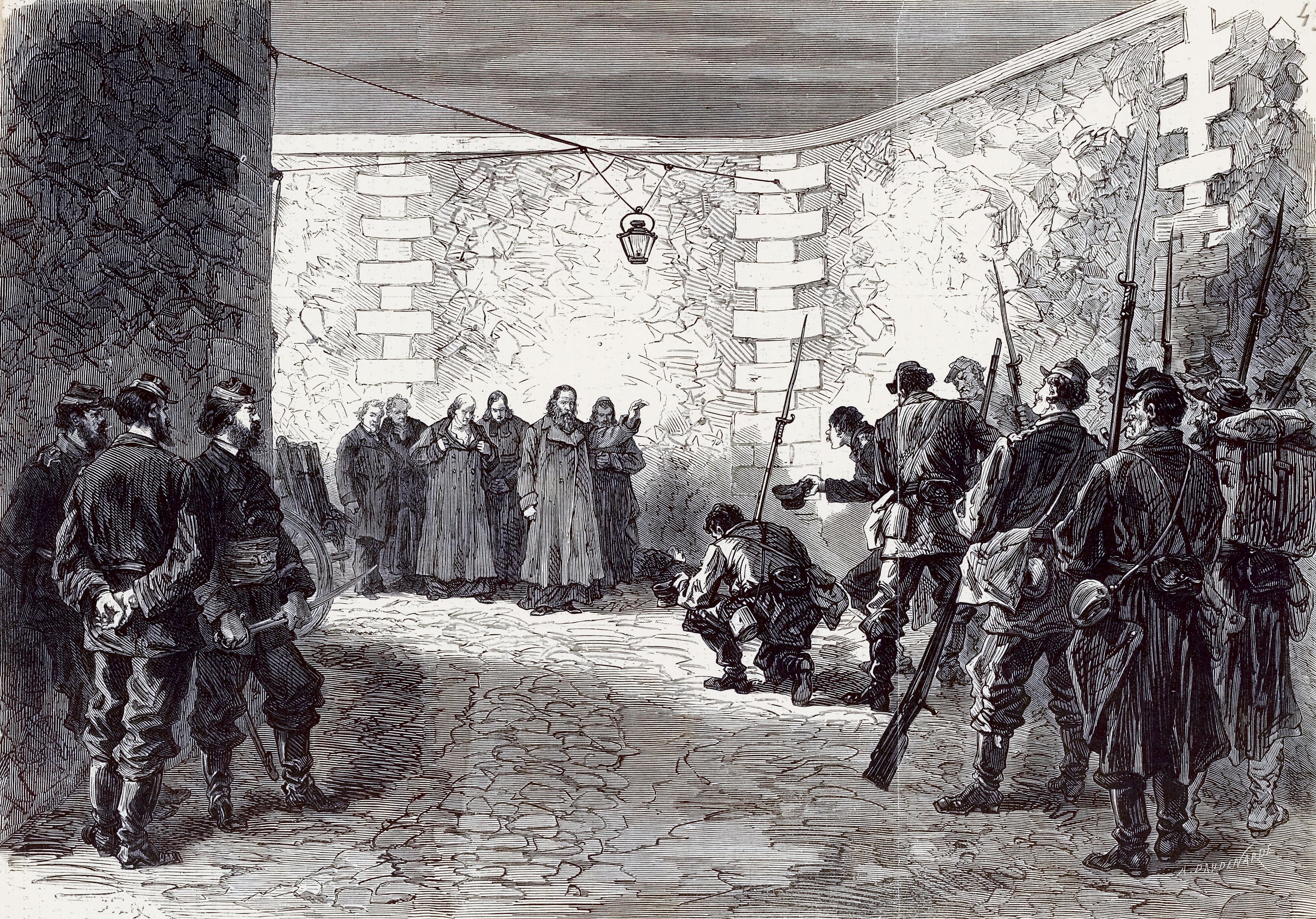
Louis Josée Amédée Daudenarde, Les martyrs, les derniers moments de Mgr Darboy et des cinq victimes, musée Carnavalet.

Les photographies d'Appert se retrouvent également au cœur d'un débat judiciaire sur le droit d'auteur. Le 14 octobre 1871, Le Monde illustré publie une série de 50 dessins représentant des communards, dont 24 copiés d'après les photographies d'Appert. Le journal n'a pas mentionné les auteurs des photographies, et ne les a pas non plus rétribués. Appert intente alors un procès au Monde illustré en 1872, réclamant 50 000 francs de dommages et intérêts. Le tribunal civil de la Seine le déboute cependant de sa demande, estimant d'une part qu'Appert avait obtenu dans une édition ultérieure du journal un erratum indiquant sa paternité pour les images (à la suite du Courrier de Paris dans le numéro du 21 octobre 1871 du journal Le Monde illustré) et qu'il n'exigeait autre chose que cela selon ses demandes de l'époque, d'autre part que la publication des dessins constituait un « moyen de publicité utile » pour le photographe, et non pas un préjudice,.
Ce procès renseigne aussi sur les conditions de la collaboration avec les autorités de Versailles, comme avec les prisonniers. D'après l'avocat d'Appert, les communards dont le photographe fait le portrait lui auraient cédé par écrit la propriété de leur image, « exigeant en retour la remise d'un nombre illimité d'exemplaires de leurs photographies, les portraits de leurs camarades » ainsi que les reproductions des « scènes criminelles auxquelles ils auraient participé ». Ce curieux arrangement semble confirmé par les exemplaires de photographies d'Appert, dédicacées de la main des prisonniers à leurs proches voire à leurs gardiens, qui se retrouvent dans certaines collections. Il aurait alors été un moyen pour les détenus d'assurer à leurs proches, dans une période troublée par la désinformation et la multiplication des exécutions, qu'ils étaient encore en vie.
Paradoxalement, si la technique moderne de la photographie donne naissance ici à un message conservateur, ce dernier peut aussi être récupéré, voire subverti : « les clichés d’Appert permettent aux proches d’entretenir la flamme des disparus. Or, cette présence mobilisatrice des morts est un motif central de la mémoire communarde ». Le commerce florissant de photographies représentant les communards inquiète les autorités dès juin 1871, car elles considèrent que si l'image peut, selon la sensibilité du spectateur, stigmatiser le sujet photographié ou à l'inverse le rendre héroïque, elle a surtout pour conséquence d'entretenir la mémoire des individus.

## Commerce et postérité

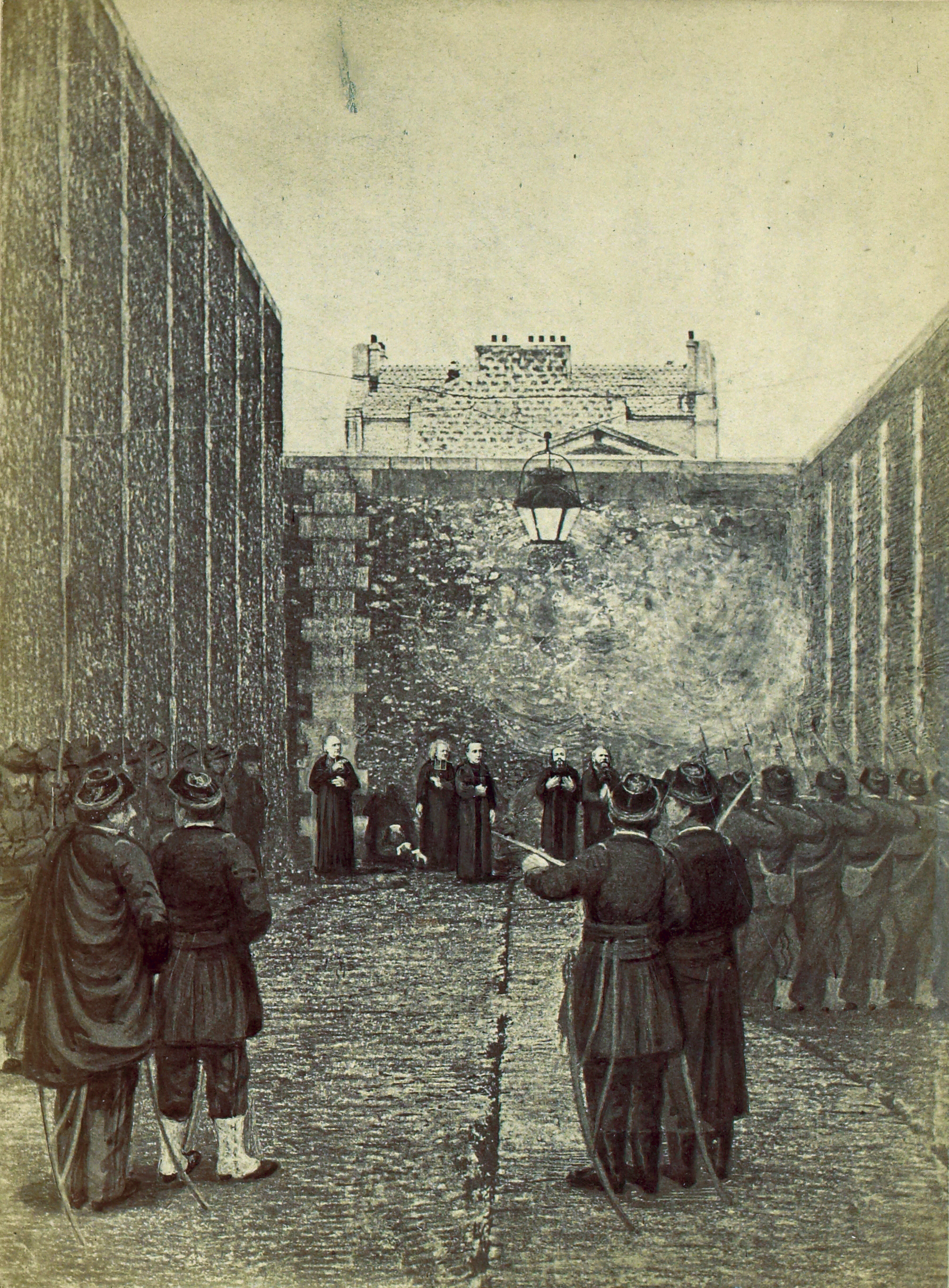
Les Martyrs de la grande Roquette, photomontage d'Hippolyte Vauvray, musée Carnavalet.

Immédiatement après la semaine sanglante et la répression de la Commune de Paris, l'État ne trouve rien à redire au commerce d'images qui lui permettent d'asseoir sa victoire sur les communards, au point que Daniel Salles qualifie Appert de « photographe officiel de Thiers ». Les images des Crimes de la Commune ont été largement diffusées, notamment auprès d'un public populaire. Plusieurs photomontages inspirés, voire démarqués de ceux d'Appert sont enregistrés au dépôt légal, dont ceux de Pierre-Hippolyte Vauvray, Martyrs de la Roquette.
Cependant, le 28 décembre 1871, la diffusion des photographies est interdite par décret, au motif qu'elles troublent la paix publique et valorisent la violence. Pour Daniel Girardin et Christian Pirker, « après avoir joué la carte de la propagande, le gouvernement fait marche arrière et exerce la censure. Les photomontages d'Appert sont les instruments de ces deux manipulations politiques successives ». Après cette date, Appert bénéficie cependant de passe-droits, et continue à enregistrer des œuvres au dépôt légal, au moins jusqu'à la circulaire adressée aux commissaires de police en novembre 1872, qui vient préciser et renforcer le décret précédent.
Au début du XXe siècle, les photomontages sont repris sous forme de carte postale, dans une série intitulée Documents historiques, qui intègre également d'autres photographies de la Commune de Paris. Puisqu'ils n'étaient accompagnés d'aucune mention particulière, il est possible qu'ils aient été reçus comme des témoignages d'instants pris sur le vif.
Des exemplaires de la série des Crimes de la Commune se retrouvent en salle des ventes au XXe siècle,.
Pour Stéphanie Sotteau Soualle et Quentin Bajac, les Crimes de la Commune sont ainsi des « images composites, trucages certes, mais dont l'aspect dramatique renforce l'impact et qui, par leur caractère photographique, n'en conservent pas moins un intérêt historique supérieur ».